# American Basketball Association (Siglo XXI)
La American Basketball Association es una liga de baloncesto profesional creada en Estados Unidos en 1999. A pesar de la coincidencia de nombres, no tiene nada que ver con la conocida ABA, liga que desapareció en 1976.

## Historia
La actual ABA fue creada por Joe Newman y Richard Tinkham, los cuales se aseguraron los derechos para denominar a la liga con el mismo nombre que su antecesora. durante sus dos primeros años, se la denominó ABA 2000. La liga se suspendió después de su segunda temporada, pero se retomó en 2003. Tomó un nuevo modelo de negocio en su regreso, con un ambicioso programa de expansión en el cual, cualquiera que aportara 20.000 dólares podría hacerse virtualmente con los derechos de una franquicia. Esto resultó caótico, con muchos equipos incapaces de sacar adelante su proyecto, lo que condicionó la competición.
A pesar de todo ello, una nueva expansión de la liga ocurrió en 2005, con 47 equipos dispuestos para empezar la temporada. Uno de ellos no llegó ni siquiera a empezar, y otros 7 abandonaron la competición en las primeras 6 semanas. en enero de 2006, otros 6 equipos desaparecieron. Pero aun así, una nueva expansión se ha producido en la temporada 2006-2007, subiendo el precio de adquisición de franquicias a 50.000 dólares.
En la actualidad hay equipos de Estados Unidos, Canadá y México, incluso hay un equipo chino, los Beijing Aoshen Olympian, que tiene su sede en California.

## Equipos actuales

### CA/AZ/NV Division
| Equipo                  | Ciudad             | Pabellón                    |
| ----------------------- | ------------------ | --------------------------- |
| Arizona Scorpions       | Glendale, Arizona  | Glendale Community College  |
| Las Vegas Jokers        | Las Vegas, Nevada  | Travel-only                 |
| Orange County Novastars | Irvine, California | Fullerton Community College |
| Tucson Buckets          | Tucson, Arizona    |                             |

### Florida Division
| Equipo               | Ciudad                   | Pabellón                              |
| -------------------- | ------------------------ | ------------------------------------- |
| Daytona Beach Sharks | Daytona Beach, Florida   |                                       |
| Georgia Kingz        | Augusta, Georgia         | Academy of Richmond County            |
| Jacksonville Giants  | Jacksonville, Florida    | Jacksonville Veterans Memorial Arena  |
| Miami Midnites       | Miami, Florida           | David Posnack Jewish Community Center |
| Native Pride         | Miami, Florida           | Broward College                       |
| South Florida Gold   | Fort Lauderdale, Florida |                                       |
| South Coast Fire     | Savannah, Georgia        |                                       |

### Georgia Division
| Equipo                        | Ciudad              | Pabellón                   |
| ----------------------------- | ------------------- | -------------------------- |
| Atlanta Aliens                | Atlanta, Georgia    |                            |
| Atlanta Wildcats              | Brookhaven, Georgia | Lynnwood Recreation Center |
| Columbus Blackhawks           | Columbus, Georgia   |                            |
| Southwest Fellowship Warriors | Lithonia, Georgia   |                            |

### Gulf Coast Division
| Equipo              | Ciudad            | Pabellón  |
| ------------------- | ----------------- | --------- |
| Georgia Gwizzlies   | Atlanta, Georgia  |           |
| Jackson Showboats   | Jackson, Misisipi | Kurtz Gym |
| Mobile Bay Tornados | Mobile, Alabama   |           |

### Mid-Atlantic Division
| Equipo                  | Ciudad                       | Pabellón                     |
| ----------------------- | ---------------------------- | ---------------------------- |
| Carolina Coyotes        | Durham, North Carolina       |                              |
| Charlotte Dynasty       | Charlotte, North Carolina    |                              |
| Charleston City Lions   | Charleston, South Carolina   |                              |
| Fayetteville Flight     | Fayetteville, North Carolina | Freedom Courts Sportsplex    |
| Greenville Galaxy       | Greenville, South Carolina   |                              |
| Hampton Roads Stallions | Norfolk, Virginia            |                              |
| Richmond Elite          | Highland Springs, Virginia   | Highland Springs High School |

### Midwest Division
| Equipo                    | Ciudad                  | Pabellón                         |
| ------------------------- | ----------------------- | -------------------------------- |
| Chicago Fury              | Chicago, Illinois       | Salvation Army Red Shield Center |
| Chicago Steam             | South Holland, Illinois | South Suburban College           |
| Indiana State Warriors    | Portage, Indiana        | Portage YMCA                     |
| Indy Naptown All-Stars    | Indianapolis, Indiana   | Arlington High School (Indiana)  |
| Northern Indiana Monarchs | South Bend, Indiana     | KROC Center                      |
| Windy City Groove         | Chicago, Illinois       | Quest Multisport                 |

### North Central Division
| Equipo                           | Ciudad                 | Pabellón                      |  |
| -------------------------------- | ---------------------- | ----------------------------- |  |
| Detroit Coast II Coast All-Stars | Detroit, Míchigan      | Cass Technical High School    |  |
| Flint-Vehicle City Chargers      | Flint, Míchigan        | Beech Woods Recreation Center |  |
| Grand Rapids Danger              | Grand Rapids, Míchigan |                               |  |
| Kalamazoo Pure                   | Kalamazoo, Míchigan    | Wings Stadium                 |  |
| Lansing Sting                    | Lansing, Míchigan      |                               |  |
| Oakland County Cowboys           | Walled Lake, Míchigan  |                               |  |
| Team NetWork                     | Detroit, Míchigan      | Romulus Athletic Center       |  |
| West Míchigan Lake Hawks         | Muskegon, Míchigan     | Muskegon Heights Academy      |  |

### Northeast Division #1
| Equipo              | Ciudad                    | Pabellón |
| ------------------- | ------------------------- | -------- |
| Baltimore Hawks     | Baltimore, Maryland       |          |
| Brooklyn SkyRockets | Brooklyn, New York        |          |
| DMV Warriors        | Gwynn Oak, Maryland       |          |
| Jersey Express      | Jersey City, Nueva Jersey |          |
| York Buccaneers     | York, Pennsylvania        |          |

### Northeast Division #2
| Equipo               | Ciudad              | Pabellón                          |
| -------------------- | ------------------- | --------------------------------- |
| Bronx Holy Flames    | Bronx, New York     |                                   |
| Buffalo Blue Hawks   | Buffalo, New York   | Bishop Timon-St. Jude High School |
| New England Anchors  |                     |                                   |
| New York Court Kings | Queens              |                                   |
| Roc City Ravens      | Rochester, New York |                                   |

### Pacific Northwest Division
| Equipo                | Ciudad                        | Pabellón |  |
| --------------------- | ----------------------------- | -------- |  |
| Everett Evolution     | Everett, Washington           |          |  |
| Kitsap Admirals       | Bremerton, Washington         |          |  |
| Lakewood Panthers     | Lakewood, Washington          |          |  |
| Seattle Mountaineers  | Seattle, Washington           |          |  |
| Vancouver Balloholics | Vancouver, Columbia Británica | BCIT Gym |  |

### South Central Division
| Equipo                    | Ciudad                   | Pabellón               |
| ------------------------- | ------------------------ | ---------------------- |
| Bowling Green Bandits     | Bowling Green, Kentucky  |                        |
| Mid-South Echos           | Memphis, Tennessee       | Millington High School |
| Steel City Yellow Jackets | Pittsburgh, Pennsylvania | GreenTree Sportsplex   |
| West Virginia Wildcatz    | Fairmont, West Virginia  | Fairmont High School   |

### Southwest Division 1
| Equipo                | Ciudad          | Pabellón |
| --------------------- | --------------- | -------- |
| Dallas Impact         | Dallas, Texas   |          |
| Metroplex Lightning   | Dallas, Texas   |          |
| Texarkana Panthers    | Waldo, Arkansas |          |
| Texas Sky Riders      | Waco, Texas     |          |
| Tulsa Twisters        | Tulsa, Oklahoma |          |
| West Texas Whirlwinds | Midland, Texas  |          |

### Southwest Division 2
| Equipo           | Ciudad             | Pabellón |
| ---------------- | ------------------ | -------- |
| Austin Boom      | Austin, Texas      |          |
| Laredo Swarm     | Laredo, Texas      |          |
| Texas Fuel       | San Antonio, Texas |          |
| Texas Red Wolves | Waco, Texas        |          |

### At-Large Division
| Equipo             | Ciudad              | Pabellón                         |
| ------------------ | ------------------- | -------------------------------- |
| Missouri Rhythm    | Kansas City, Misuri |                                  |
| Shizuoka Gymrats   | Shizuoka, Japón     | Travel-only                      |
| Sioux City Hornets | Sioux City, Iowa    | Whirling Thunder Wellness Center |
| Topeka Aviators    | Topeka, Kansas      |                                  |

## Equipos desaparecidos
| - Bellevue Blackhawks - Calgary Drillers - Carolina Thunder - Central Valley Dawgs - Chicago Skyliners - Chicago Soldiers - Cincinnati Monarchs - Colorado Storm - Detroit Dogs - Hawaii Mega Force - Hermosillo Seris | - Indiana Legends - Inglewood Cobras - Jacksonville Wave - Juárez Gallos - Kansas City Knights - Kentucky Pro Cats - Lake Erie Rockers - Las Vegas Rattlers - Las Vegas Slam - Los Angeles Stars | - Louisiana Cajun Pelicans - Memphis Houn'Dawgs - Nashville Rhythm - New Jersey SkyCats - Niagara Daredevils - Oklahoma City Ballhawgs - Ontario Warriors - Philadelphia Fusion - Phoenix Eclipse - Pittsburgh Hardhats - Portland Reign | - Raleigh Renegades - Reigning Knights of Georgia - Richmond Generals - TownHomes Oilers - San Diego Wildfire - Southern California Surf - St. Louis Flight - Tacoma Navigators - Tampa Bay ThunderDawgs - Twin Cities Slamma Jammas - Utah Snowbears |  |

## Historial

### Temporada
| Año     | Campeón                            | Finalista                          | Marcador(es)                       | Sede                                 |
| ------- | ---------------------------------- | ---------------------------------- | ---------------------------------- | ------------------------------------ |
| 2000–01 | Detroit Dogs                       | Chicago Skyliners                  | 107-91                             | Cox Pavilion                         |
| 2001–02 | Kansas City Knights                | Southern California Surf           | 118-113                            | Kemper Arena                         |
| 2003–04 | Long Beach Jam                     | Kansas City Knights                | 126-123                            | Walter Pyramid                       |
| 2004–05 | Arkansas RimRockers                | Bellevue Blackhawks                | 118-103                            | Alltel Arena                         |
| 2005–06 | Rochester Razorsharks              | SoCal Legends                      | 117-114                            | Blue Cross Arena                     |
| 2006–07 | Vermont Frost Heaves               | Texas Tycoons                      | 143-95                             | Barre Auditorium                     |
| 2007–08 | Vermont Frost Heaves               | San Diego Wildcats                 | 87-84                              | Pavillon de la Jeunesse              |
| 2008-09 | Kentucky Bisons                    | Maywood Buzz                       | 127-120                            | Nashville Municipal Auditorium       |
| 2009–10 | Southeast Texas Mavericks          | Kentucky Bisons                    | 96-99, 104-83, 85-76*              | Lamar State College                  |
| 2010-11 | Southeast Texas Mavericks          | Gulf Coast Flash                   | 114-97, 109-85*                    | Nutty Jerry's Entertainment Complex  |
| 2011-12 | Jacksonville Giants                | South Carolina Warriors            | 106-101, 100-91*                   | Eckerd College                       |
| 2012-13 | Jacksonville Giants                | North Dallas Vandals               | 85-84, 110-109*                    | Jacksonville Veterans Memorial Arena |
| 2013–14 | Shreveport-Bossier Mavericks       | Jacksonville Giants                | 136-127, 105-103*                  | Hirsch Memorial Coliseum             |
| 2014–15 | Shreveport-Bossier Mavericks       | Miami Midnites                     | 109-81, 116-91*                    | Hirsch Memorial Coliseum             |
| 2015–16 | Jacksonville Giants                | Windy City Groove                  | 92–80, 93–90*                      | Laredo Energy Arena                  |
| 2016–17 | Jacksonville Giants                | Windy City Groove                  | 120-102                            | Woodlawn High School                 |
| 2017-18 | Jacksonville Giants                | Austin Bats                        | 119-114                            | Lehman High School                   |
| 2018-19 | Jacksonville Giants                | South Florida Gold                 | 116-112                            | St. Louis College of Pharmacy        |
| 2019-20 | Cancelada por pandemia de COVID-19 | Cancelada por pandemia de COVID-19 | Cancelada por pandemia de COVID-19 | Cancelada por pandemia de COVID-19   |

*Final al mejor de tres partidos.

### All-Star Game
- 2000-2001 - No hubo All-Star Game
- 2002 ABA All-Star Game – Kansas City Knights - ABA All-Stars 161-138  (Kemper Arena)
- 2003-2004 - No hubo All-Star Game
- 2005 ABA All-Star Game – West - East, 163–149 (Las Vegas Sports Center)
- 2006 ABA All-Star Game – East - West, 129–127 (BankAtlantic Center)
- 2007 ABA All-Star Game – West - East, 138–123 (Halifax Metro Centre)
- 2008 ABA All-Star Game – East - West, 161–140 (Barre Auditorium)
- 2009 ABA All-Star Game - West - East (Nashville Municipal Auditorium)
- 2011 ABA All-Star Game – East - West, 123–122 (Jacksonville Veterans Memorial Arena)
- 2012 ABA All-Star Game - Eckerd College
- 2013 ABA All-Star Game – East - West, 198–141 (South Suburban College)
- 2016 ABA All-Star Game – Team Dr. J vs. Team Gervin (St. Frances Academy)
- 2017 ABA All-Star Game – (Big Ben's Home Court)
- 2018 ABA All-Star Game – (A Giving Heart Community Center)
- 2019 ABA All-Star Game – (A Giving Heart Community Center)

## Premios
[actualizar]

### Jugador del Año
- 2000–01 – No hubo
- 2001–02 – Pete Mickeal, Kansas City Knights
- 2003–04 – Joe Crispin, Kansas City Knights
- 2004–05 – Kareem Reid, Arkansas RimRockers
- 2005–06 – Chris Carrawell, Rochester Razorsharks
- 2006–07 – James Marrow
- 2008–09 – DeRon Rutledge, Southeast Texas Mavericks
- 2017–18 – Maurice Mickens, Jacksonville Giants

### Entrenador del Año
- 2000–01 - No hubo
- 2001–02 - No hubo
- 2003–04 - Earl Cureton, Long Beach Jam
- 2004–05 - Rick Turner, Bellevue Blackhawks
- 2005–06 - Rod Baker, Rochester Razorsharks
- 2006–07 - Will Voight, Vermont Frost Heaves
- 2007–08 - Will Voight, Vermont Frost Heaves
- 2008–09 - Otis Key, Kentucky Bisons
- 2017–18 - Jerry Williams, Jacksonville Giants

### Ejecutivo del Año
- 2000–01 - No hubo
- 2001–02 - No hubo
- 2003–04 - Rafael Fitzmaurice, Juárez Gallos
- 2004–05 - Michael Tuckman, Bellevue Blackhawks
- 2005–06 - Orest Hrywnak, Rochester Razorsharks
- 2006–07 - Felix Krupczynsky, Jacksonville Jam
- 2008–09 - Jay Silis, Kentucky Bisons
- 2017–18 - Abraham Muheize, San Diego Kings

### MVP - Final
- 2000–01 – Gee Gervin & Ndongo N'Diaye, Detroit Dogs
- 2001–02 – Pete Mickeal, Kansas City Knights
- 2003–04 – No hubo
- 2004–05 – Kareem Reid, Arkansas RimRockers
- 2005–06 – Chris Carrawell, Rochester Razorsharks
- 2006–07 – No hubo
- 2008–09 – Michael James, Kentucky Bisons
- 2011–12 – Jermaine Bell, Jacksonville Giants
- 2015–16 – Maurice Mickens, Jacksonville Giants
- 2017–18 – Benard Nugent, Jacksonville Giants
- 2018–19 – Maurice Mickens, Jacksonville Giants

### MVP - All-Star Game
- 2000–01 – No hubo All-Star
- 2001–02 – Maurice Carter, Kansas City Knights
- 2003–04 – No hubo All-Star
- 2004–05 – Lou Kelly, West
- 2005–06 – Armen Gilliam, East
- 2006–07 – Billy Knight, West
- 2007–08 – Anthony Anderson, East
- 2012–13 – Maurice Mickens, East
- 2016–17 – Christopher Cromartie, East
- 2017–18 – Ton Reddit - East

## Equipo de la década
En 2010 anunció la liga el llamada equipo de la década de la liga, el primer equipo lo conformaron Joe Crispin, Kareem Reed, Daryan Selvy, Tim Ellis, Clay Tucker, Sun Yue, Antwain Barbour. DeRon Rutledge, Dennis Rodman, Boris Siakam, Jamario Moon, Cedric McGinnis, George Leach y Derrick Dial.